# Crithagra flavigula
Crithagra flavigula е вид птица от семейство Чинкови (Fringillidae). Видът е застрашен от изчезване.

## Разпространение
Видът е разпространен в Етиопия.